# Esporocarpo (samambaias)

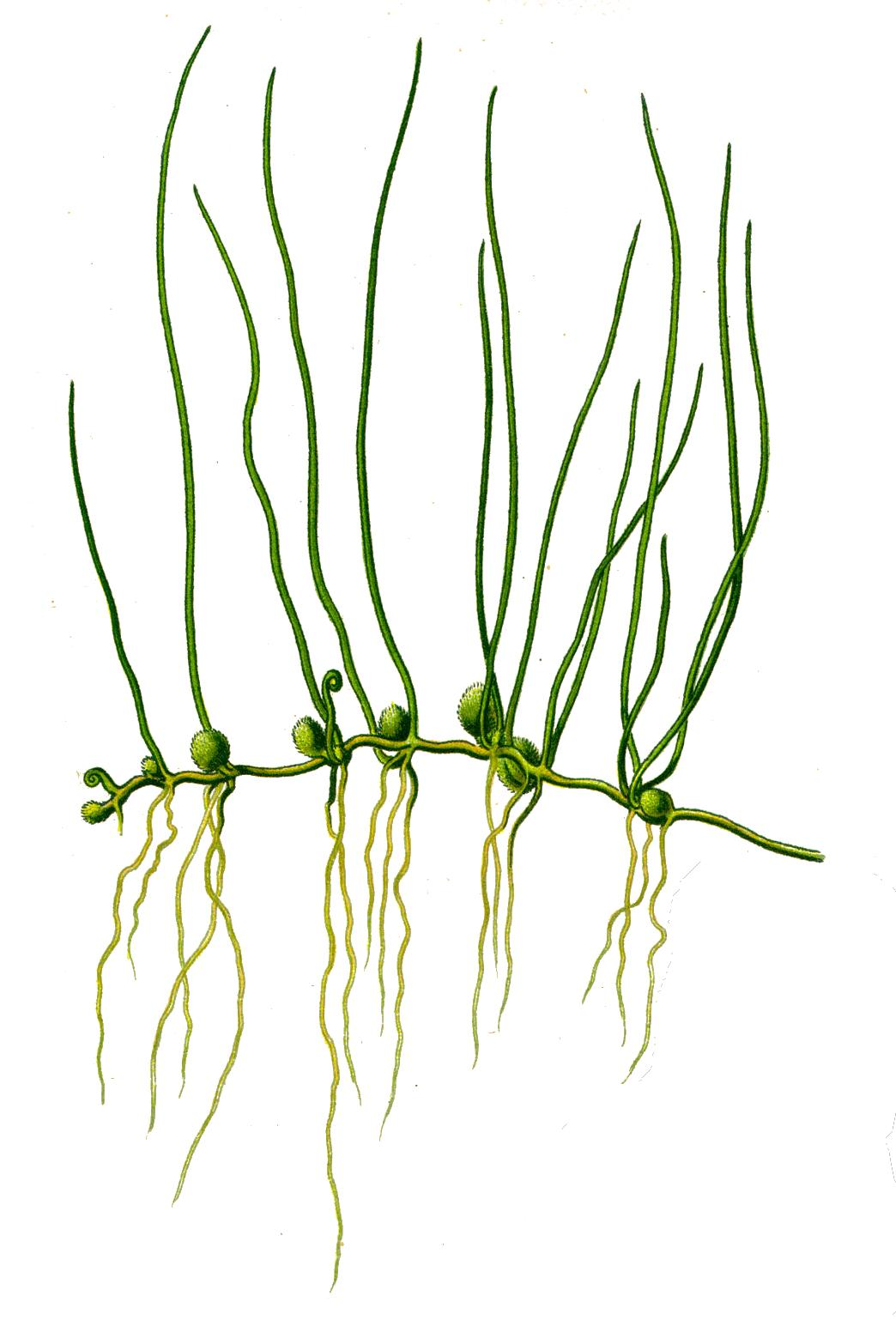
A espécie europeia Pilularia globulifera com esporocarpos

Um esporocarpo é uma estrutura especializada encontrada em samambaias aquáticas da ordem Salviniales, responsável principalmente pela produção e liberação de esporos. 

## Descrição
Esporocarpos são exclusivos das plantas da ordem Salviniales, que são aquáticas e heterosporas, no entanto, as estruturas variam significativamente nas duas famílias dessa ordem. Dentro da família Salviniaceae, o esporocarpo é, na verdade, uma modificação do sorus, consistindo em um único agrupamento de tecidos produtores de esporos envolto por uma delicada camada de tecido e anexado às folhas. Na família Marsileaceae, que inclui o trevo-d'água, o esporocarpo é uma estrutura mais complexa originada a partir de uma folha completa, sendo notavelmente alterado em seu desenvolvimento e forma. Essas estruturas apresentam uma superfície peluda, têm um caule curto e adquirem uma forma semelhante à de feijões, geralmente com diâmetros variando de 3 a 8 mm, e possuem uma cobertura externa endurecida. Essa camada externa é rígida e capaz de resistir à dessecação, o que possibilita a sobrevivência dos esporos internos em condições adversas, como geadas no inverno ou períodos de seca no verão. Apesar de sua resistência, os esporocarpos se abrem facilmente na água quando as condições são propícias, e exemplares foram capazes de germinar com sucesso mesmo após mais de quarenta anos de armazenamento. Durante cada estação de crescimento, apenas um esporocarpo se desenvolve em cada nó, localizado ao longo do rizoma próximo à base das outras hastes das folhas.
Os esporocarpos são folhas modificadas em termos de função e desenvolvimento, embora tenham caules muito mais curtos em comparação com as folhas vegetativas. Dentro do esporocarpo, os folhetos modificados contêm diversos soros, sendo que cada soro é composto por vários esporângios, os quais são envolvidos por uma fina camada de tecido conhecida como indúsio. Cada soro contém uma combinação de dois tipos de esporângios, sendo que cada tipo produz exclusivamente um dos dois tipos de esporos. Próximo ao centro de cada soro e amadurecendo antes estão os megasporângios, sendo que cada um deles dará origem a um único megásporo feminino de maior tamanho. Em torno do centro do soro e amadurecendo em um estágio posterior estão os microsporângios, sendo que cada um deles produzirá múltiplos micrósporos masculinos de menor tamanho.